# Paroisse de Terrebonne
Pour les articles homonymes, voir Terrebonne (homonymie).
Ne pas confondre avec la paroisse Saint-Louis-de-France de Terrebonne, au Québec.
La Paroisse de Terrebonne est une paroisse de l'État de Louisiane aux États-Unis. En 2020, sa population était de 109 580 personnes. La ville principale de la paroisse est Houma.  La paroisse est gérée par le Terrebonne Parish Consolidated Government présidé par le procureur et homme d'affaires Michel Claudet. Elle est une des 22 paroisses dans la région officielle de la Louisiane peuplée de Cajuns et nommée l'Acadiane. 

## Histoire
La paroisse a été créée en 1822 d'une partie de la Paroisse de la Fourche.

## Géographie

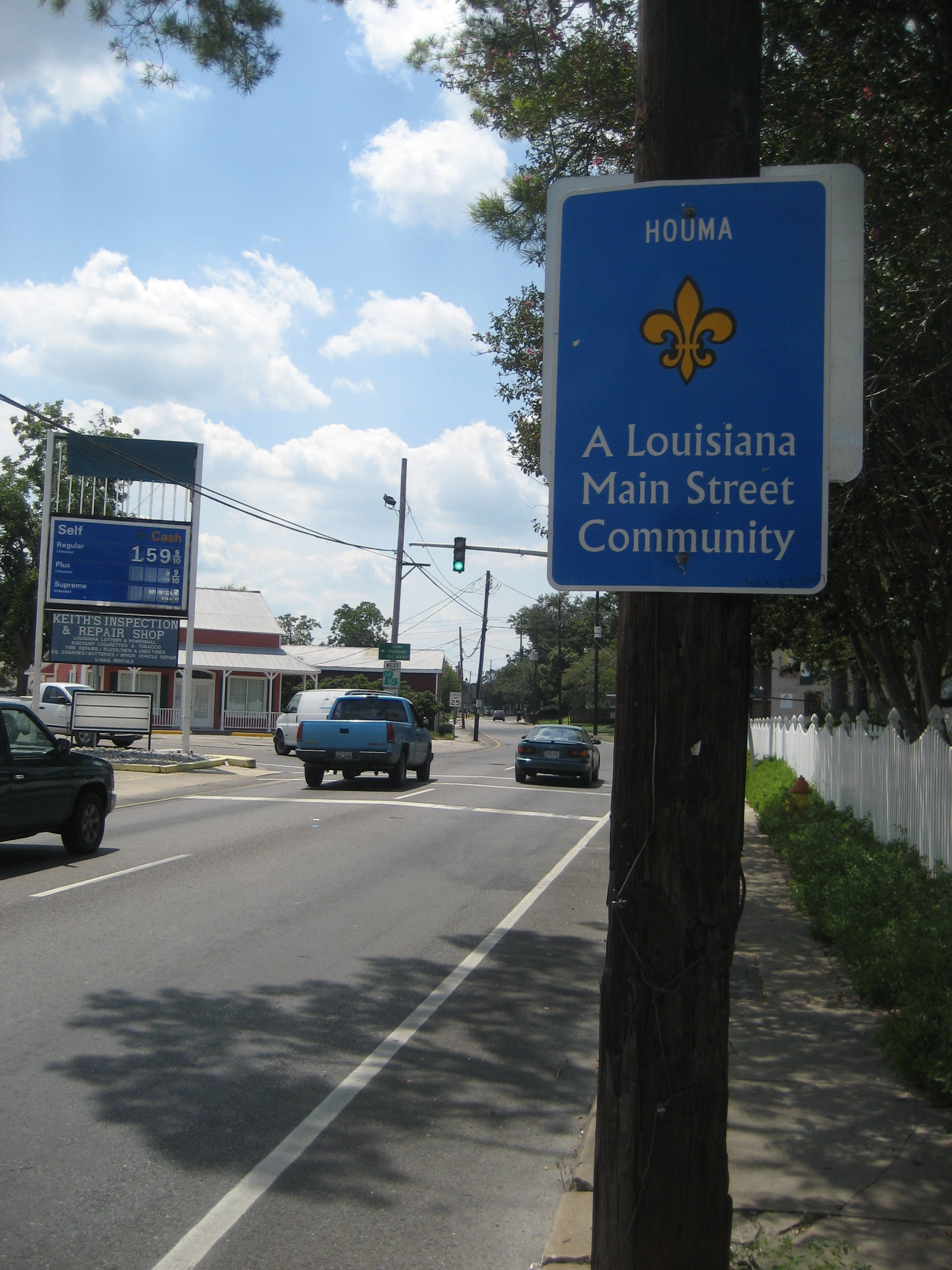
Signalisation routière de la communauté Houma en Louisiane.

La paroisse a une superficie de 5 387 km2 (2080 mi²). 3 250 km2 (1255 mi²) de la superficie de la paroisse sont constitués de terre et les 2 137 km2 (825 mi²) restant (39,66 %) sont constitués d'eau.

### Voies rapides
- U.S. Highway 90
- Louisiana Highway 24
- Louisiana Highway 55
- Louisiana Highway 56
- Louisiana Highway 57
- Louisiana Highway 58

### Paroisses Voisines
- la Paroisse de l'Assomption (nord)
- la Paroisse de La Fourche (est)
- la Paroisse de Sainte-Marie (nord-est)

### Grands Bayous
- Bayou Terrebonne
- Bayou Petit Caillou
- Bayou Grand Caillou
- Bayou du Large
- Bayou Pointe-au-Chien où vivent les membres de la communauté amérindienne de Pointe-au-Chien.

### Villes et villages
- Bayou Cane
- Bourg
- Chauvin
- Cocodrie
- Dulac
- Gibson
- Gray
- Houma
- Isle à Jean Charles
- Montegut
- Pointe-aux-Chênes
- Schriever
- Thériot

## Démographie
| Groupe                           | Paroisse de Terrebonne | Louisiane | États-Unis |
| -------------------------------- | ---------------------- | --------- | ---------- |
| Blancs                           | 70,3                   | 62,6      | 72,4       |
| Afro-Américains                  | 18,9                   | 32,0      | 12,6       |
| Amérindiens                      | 5,7                    | 0,7       | 0,9        |
| Métis                            | 2,1                    | 1,6       | 2,9        |
| Autres                           | 2,1                    | 1,6       | 6,4        |
| Asiatiques                       | 1,0                    | 1,6       | 4,8        |
| Total                            | 100                    | 100       | 100        |
|                                  |                        |           |            |
| Hispaniques et Latino-Américains | 4,0                    | 37,6      | 16,7       |

Selon l'American Community Survey, en 2010, 87,98 % de la population âgée de plus de 5 ans déclare parler l'anglais à la maison, 7,65 % le français, 3,07 % l'espagnol et 1,30 % une autre langue.

## Cinéma
La Paroisse Terrebonne était le lieu où se déroulait l'action du film hollywoodien La Porte des secrets (The Skeleton Key), mais en réalité les scènes n'ont été tournées ni dans la Paroisse Terrebonne, ni à Houma.